# Gallbrunn (Gemeinde Trautmannsdorf)
Gallbrunn ist eine Ortschaft und Katastralgemeinde in der Marktgemeinde Trautmannsdorf an der Leitha im Bezirk Bruck an der Leitha in Niederösterreich.  Die Ortschaft hat 738 Einwohner (Stand 1. Jänner 2025). Bis Ende 1971 war Gallbrunn eine eigenständige Gemeinde.

## Geografie
Das Straßendorf liegt nordwestlich der Stadt Bruck an der Leitha am Südrand des Arbesthaler Hügellandes. Südlich am Ort führt die Budapester Straße vorüber, von der zur durch den Ort verlaufenden Landesstraße L2048 mehrere Verbindungsstraßen abzweigen.

## Geschichte
Der Ort wurde 1192/1210 urkundlich genannt.
Laut Adressbuch von Österreich waren im Jahr 1938 in der Ortsgemeinde Gallbrunn ein Bäcker, ein Dachdecker, ein Friseur, drei Gastwirte, fünf Gemischtwarenhändler, zwei Landesproduktehändler, eine Milchgenossenschaft, ein Schmied, ein Schneider, ein Schuster, zwei Viktualienhändler, ein Wagner, ein Zimmermeister und mehrere Landwirte ansässig.
Mit 1. Jänner 1972 wurden im Zuge der Niederösterreichischen Kommunalstrukturverbesserung die bis dahin selbständigen Gemeinden Gallbrunn und Stixneusiedl nach Trautmannsdorf an der Leitha eingemeindet.

## Verbauung
Die im Osten platzartig leicht ausgeweitete Hauptstraße hat eine geschlossene Verbauung durch Zwerch-, Streck- und Hakenhöfe mit tiefen Hofflügeln aus der ersten Hälfte des 19. Jahrhunderts. Die Straßentrakte wurden zumeist in der zweiten Hälfte des 20. Jahrhunderts aufgestockt. Nördlich des Ortes befindet sich am Abhang des Herrnberges eine Kellerzeile mit Presshauskellern im Kern aus dem 18. und 19. Jahrhundert. Nördlich stehen vereinzelt freistehende Feldscheunen in Ständerbauweise. Nach Osten zeigt sich ein weitläufiges Neubaugebiet.

## Öffentliche Einrichtungen
In Gallbrunn befindet sich ein Kindergarten.

## Kultur und Sehenswürdigkeiten
- Katholische Pfarrkirche Gallbrunn hl. Florian

## Persönlichkeiten
- Carl Warhanek (1829–1900), Konservenunternehmer, betrieb im Ort eine Konservenfabrik
- Hans Treitler (1940–2024), Hauptschuldirektor und Politiker (ÖVP), wuchs hier auf